# Devyne Rensch
Devyne Fabian Jairo Rensch, noto semplicemente come Devyne Rensch (Lelystad, 18 gennaio 2003), è un calciatore olandese, difensore della Roma e della nazionale olandese.

## Caratteristiche tecniche
È un difensore centrale ambidestro e bravo tecnicamente. Può essere utilizzato, grazie anche alle sue doti tecniche, anche come terzino destro e sinistro, ruolo che ha ricoperto nelle sue prime apparizioni con l'Ajax.

## Carriera

### Club

#### Ajax
Nato a Lelystad da una famiglia di origine surinamese, muove i primi passi nel calcio nel VV Unicum dove gioca fino al 2016 quando entra a far parte del settore giovanile dell'Ajax (vincendo anche il trofeo Abdelhak Nouri al termine della stagione 2019-2020), che lo aggrega alla prima squadra nel 2020, anno in cui (nel mese di luglio) estende il proprio contratto con i lancieri. Il 18 settembre 2020 fa il suo debutto fra i professionisti giocando con il Jong Ajax l'incontro di Eerste Divisie vinto 3-0 contro il Go Ahead Eagles ed un mese più tardi sigla la sua prima rete, nell'ampia vittoria per 5-1 contro il MVV.
Il 19 novembre 2020 viene nominato miglior giocatore dell'academy dei Lancieri per la stagione appena conclusa e nove giorni più tardi fa il suo esordio in prima squadra rimpiazzando Noussair Mazraoui al 72' della trasferta vinta 5-0 contro l'Emmen. Debutta da titolare nelle competizioni europee il 18 febbraio 2021 in Lilla-Ajax 1-2, gara valida per l’andata degli ottavi di Europa League. Il 21 marzo seguente segna il suo primo gol in campionato nella vittoria interna per 5-0 contro l’ADO Den Haag; a 18 anni e 62 diventa il quarto giocatore più giovane ad aver realizzato un gol e un assist nella stessa partita di campionato con la maglia biancorossa in questo secolo dopo Ryan Gravenberch, Ryan Babel e Justin Kluivert. Il 18 aprile mette in bacheca il suo primo trofeo con l’Ajax ovvero la Coppa d’Olanda giocando da titolare la finale vinta per 2-1 contro il Vitesse. Segna il suo secondo gol il 2 maggio in Ajax-Emmen 4-0 nel giorno della vittoria del campionato terminando la stagione con 27 presenze e 3 gol in tutto. Le buone prestazioni portano l’Ajax a rinnovargli il contratto fino al 2025.

#### Roma
Il 23 gennaio 2025 viene ufficialmente ingaggiato, a titolo definitivo, dalla Roma. Tre giorni dopo fa il suo esordio in giallorosso giocando da titolare la partita in casa dell'Udinese, vinta per 2-1.

### Nazionale
Nel 2019 prende parte con la nazionale under-17 olandese al campionato mondiale e vince gli europei di categoria, disputando entrambe le manifestazioni da titolare.
Il 13 agosto 2021, a soli 18 anni, viene convocato per la prima volta in nazionale maggiore. Il 7 settembre seguente fa il suo esordio con gli oranje in occasione del successo per 6-1 contro la Turchia.

## Statistiche

### Presenze e reti nei club
Statistiche aggiornate al 25 maggio 2025.
| Stagione         | Squadra          | Campionato       | Campionato | Campionato | Coppe nazionali | Coppe nazionali | Coppe nazionali | Coppe continentali | Coppe continentali | Coppe continentali | Altre coppe | Altre coppe | Altre coppe | Totale | Totale | Totale |
| Stagione         | Squadra          | Comp             | Pres       | Reti       | Comp            | Pres            | Reti            | Comp               | Pres               | Reti               | Comp        | Pres        | Reti        | Pres   | Reti   |        |
| ---------------- | ---------------- | ---------------- | ---------- | ---------- | --------------- | --------------- | --------------- | ------------------ | ------------------ | ------------------ | ----------- | ----------- | ----------- | ------ | ------ | ------ |
| 2020-2021        | Jong Ajax        | 1D               | 11         | 3          | -               | -               | -               | -                  | -                  | -                  | -           | -           | -           | 11     | 3      |        |
| 2021-2022        | Jong Ajax        | 1D               | 5          | 0          | -               | -               | -               | -                  | -                  | -                  | -           | -           | -           | 5      | 0      |        |
| Totale Jong Ajax | Totale Jong Ajax | Totale Jong Ajax | 16         | 3          |                 | -               | -               |                    | -                  | -                  |             | -           | -           | 16     | 3      |        |
| 2020-2021        | Ajax             | ED               | 18         | 3          | CO              | 4               | 0               | UCL+UEL            | 0+5                | 0+0                | -           | -           | -           | 27     | 3      |        |
| 2021-2022        | Ajax             | ED               | 19         | 1          | CO              | 4               | 0               | UCL                | 5                  | 0                  | SO          | 1           | 0           | 29     | 1      |        |
| 2022-2023        | Ajax             | ED               | 26         | 3          | CO              | 3               | 0               | UCL+UEL            | 4+2                | 0                  | SO          | 1           | 0           | 36     | 3      |        |
| 2023-2024        | Ajax             | ED               | 28         | 2          | CO              | 0               | 0               | UEL+UECL           | 6+4                | 0+0                | -           | -           | -           | 38     | 2      |        |
| 2024-gen. 2025   | Ajax             | ED               | 14         | 1          | CO              | 1               | 0               | UEL                | 11                 | 0                  | -           | -           | -           | 26     | 1      |        |
| Totale Ajax      | Totale Ajax      | Totale Ajax      | 105        | 10         |                 | 12              | 0               |                    | 37                 | 0                  |             | 2           | 0           | 156    | 10     |        |
| gen.-giu. 2025   | Roma             | A                | 14         | 0          | CI              | 1               | 0               | UEL                | 3                  | 0                  | -           | -           | -           | 18     | 0      |        |
| 2025-2026        | Roma             | A                | -          | -          | CI              | -               | -               | UEL                | -                  | -                  | -           | -           | -           | -      | -      |        |
| Totale Roma      | Totale Roma      | Totale Roma      | 14         | 0          |                 | 1               | 0               |                    | 3                  | 0                  |             | -           | -           | 18     | 0      |        |
| Totale carriera  | Totale carriera  | Totale carriera  | 135        | 13         |                 | 13              | 0               |                    | 40                 | 0                  |             | 2           | 0           | 190    | 13     |        |

### Cronologia presenze e reti in nazionale
| Cronologia completa delle presenze e delle reti in nazionale ― Paesi Bassi | Cronologia completa delle presenze e delle reti in nazionale ― Paesi Bassi | Cronologia completa delle presenze e delle reti in nazionale ― Paesi Bassi | Cronologia completa delle presenze e delle reti in nazionale ― Paesi Bassi | Cronologia completa delle presenze e delle reti in nazionale ― Paesi Bassi | Cronologia completa delle presenze e delle reti in nazionale ― Paesi Bassi | Cronologia completa delle presenze e delle reti in nazionale ― Paesi Bassi | Cronologia completa delle presenze e delle reti in nazionale ― Paesi Bassi |
| Data                                                                       | Città                                                                      | In casa                                                                    | Risultato                                                                  | Ospiti                                                                     | Competizione                                                               | Reti                                                                       | Note                                                                       |
| -------------------------------------------------------------------------- | -------------------------------------------------------------------------- | -------------------------------------------------------------------------- | -------------------------------------------------------------------------- | -------------------------------------------------------------------------- | -------------------------------------------------------------------------- | -------------------------------------------------------------------------- | -------------------------------------------------------------------------- |
| 7-9-2021                                                                   | Amsterdam                                                                  | Paesi Bassi                                                                | 6 – 1                                                                      | Turchia                                                                    | Qual. Mondiali 2022                                                        | -                                                                          | 71’                                                                        |
| 19-11-2024                                                                 | Zenica                                                                     | Bosnia ed Erzegovina                                                       | 1 – 1                                                                      | Paesi Bassi                                                                | UEFA Nations League 2024-2025 - 1º turno                                   | -                                                                          | 66’                                                                        |
| Totale                                                                     |                                                                            | Presenze                                                                   | 2                                                                          |                                                                            | Reti                                                                       | 0                                                                          |                                                                            |

| Cronologia completa delle presenze e delle reti in nazionale ― Paesi Bassi under 21 | Cronologia completa delle presenze e delle reti in nazionale ― Paesi Bassi under 21 | Cronologia completa delle presenze e delle reti in nazionale ― Paesi Bassi under 21 | Cronologia completa delle presenze e delle reti in nazionale ― Paesi Bassi under 21 | Cronologia completa delle presenze e delle reti in nazionale ― Paesi Bassi under 21 | Cronologia completa delle presenze e delle reti in nazionale ― Paesi Bassi under 21 | Cronologia completa delle presenze e delle reti in nazionale ― Paesi Bassi under 21 | Cronologia completa delle presenze e delle reti in nazionale ― Paesi Bassi under 21 |
| Data                                                                                | Città                                                                               | In casa                                                                             | Risultato                                                                           | Ospiti                                                                              | Competizione                                                                        | Reti                                                                                | Note                                                                                |
| ----------------------------------------------------------------------------------- | ----------------------------------------------------------------------------------- | ----------------------------------------------------------------------------------- | ----------------------------------------------------------------------------------- | ----------------------------------------------------------------------------------- | ----------------------------------------------------------------------------------- | ----------------------------------------------------------------------------------- | ----------------------------------------------------------------------------------- |
| 3-6-2021                                                                            | Székesfehérvár                                                                      | Paesi Bassi under 21                                                                | 1 – 2                                                                               | Germania under 21                                                                   | Europeo Under-21 2021 - Semifinale                                                  | -                                                                                   | 77’                                                                                 |
| 8-10-2021                                                                           | Losanna                                                                             | Svizzera under 21                                                                   | 2 – 2                                                                               | Paesi Bassi under 21                                                                | Qual. Europeo Under-21 2023                                                         | -                                                                                   |                                                                                     |
| 12-10-2021                                                                          | Nimega                                                                              | Paesi Bassi under 21                                                                | 5 – 0                                                                               | Galles under 21                                                                     | Qual. Europeo Under-21 2023                                                         | -                                                                                   | 74’                                                                                 |
| 3-6-2022                                                                            | Chișinău                                                                            | Moldavia under 21                                                                   | 0 – 3                                                                               | Paesi Bassi under 21                                                                | Qual. Europeo Under-21 2023                                                         | -                                                                                   | 65’                                                                                 |
| 7-6-2022                                                                            | Almere                                                                              | Paesi Bassi under 21                                                                | 6 – 0                                                                               | Gibilterra under 21                                                                 | Qual. Europeo Under-21 2023                                                         | -                                                                                   | 77’                                                                                 |
| 11-6-2022                                                                           | Llanelli                                                                            | Galles under 21                                                                     | 0 – 1                                                                               | Paesi Bassi under 21                                                                | Qual. Europeo Under-21 2023                                                         | -                                                                                   | 65’                                                                                 |
| 14-6-2023                                                                           | Wiener Neustadt                                                                     | Paesi Bassi under 21                                                                | 0 – 0                                                                               | Giappone under 22                                                                   | Amichevole                                                                          | -                                                                                   | 46’                                                                                 |
| 21-6-2023                                                                           | Tbilisi                                                                             | Belgio under 21                                                                     | 0 – 0                                                                               | Paesi Bassi under 21                                                                | Europeo Under-21 2023 - 1º turno                                                    | -                                                                                   | 77’                                                                                 |
| 24-6-2023                                                                           | Tbilisi                                                                             | Portogallo under 21                                                                 | 1 – 1                                                                               | Paesi Bassi under 21                                                                | Europeo Under-21 2023 - 1º turno                                                    | -                                                                                   | 46’                                                                                 |
| 8-9-2023                                                                            | Waalwijk                                                                            | Paesi Bassi under 21                                                                | 3 – 0                                                                               | Moldavia under 21                                                                   | Qual. Europeo Under-21 2025                                                         | -                                                                                   | Cap.                                                                                |
| 12-10-2023                                                                          | Batumi                                                                              | Georgia under 21                                                                    | 0 – 3                                                                               | Paesi Bassi under 21                                                                | Qual. Europeo Under-21 2025                                                         | -                                                                                   | Cap.                                                                                |
| 17-10-2023                                                                          | Gibilterra                                                                          | Gibilterra under 21                                                                 | 0 – 5                                                                               | Paesi Bassi under 21                                                                | Qual. Europeo Under-21 2025                                                         | 1                                                                                   | Cap. 74’                                                                            |
| 21-3-2024                                                                           | Nimega                                                                              | Paesi Bassi under 21                                                                | 1 – 2                                                                               | Norvegia under 21                                                                   | Amichevole                                                                          | -                                                                                   | 78’                                                                                 |
| 25-3-2024                                                                           | Chișinău                                                                            | Moldavia under 21                                                                   | 0 – 3                                                                               | Paesi Bassi under 21                                                                | Qual. Europeo Under-21 2025                                                         | 1                                                                                   | Cap. 57’                                                                            |
| 5-9-2024                                                                            | Almere                                                                              | Paesi Bassi under 21                                                                | 5 – 0                                                                               | Macedonia del Nord under 21                                                         | Qual. Europeo Under-21 2025                                                         | -                                                                                   | Cap. 64’ 81’                                                                        |
| 9-9-2024                                                                            | Venlo                                                                               | Paesi Bassi under 21                                                                | 3 – 1                                                                               | Georgia under 21                                                                    | Qual. Europeo Under-21 2025                                                         | -                                                                                   | Cap.                                                                                |
| 14-10-2024                                                                          | Nimega                                                                              | Paesi Bassi under 21                                                                | 3 – 0                                                                               | Svezia under 21                                                                     | Qual. Europeo Under-21 2025                                                         | -                                                                                   | Cap. 38’                                                                            |
| 6-6-2025                                                                            | Groninga                                                                            | Paesi Bassi under 21                                                                | 3 – 0                                                                               | Costa d'Avorio under 23                                                             | Amichevole                                                                          | 1                                                                                   | Cap.                                                                                |
| 12-6-2025                                                                           | Košice                                                                              | Finlandia under 21                                                                  | 2 – 2                                                                               | Paesi Bassi under 21                                                                | Europeo Under-21 2025 - 1º turno                                                    | -                                                                                   | Cap. 53’                                                                            |
| 15-6-2025                                                                           | Prešov                                                                              | Paesi Bassi under 21                                                                | 1 – 2                                                                               | Danimarca under 21                                                                  | Europeo Under-21 2025 - 1º turno                                                    | -                                                                                   | Cap.                                                                                |
| 18-6-2025                                                                           | Prešov                                                                              | Paesi Bassi under 21                                                                | 2 – 0                                                                               | Ucraina under 21                                                                    | Europeo Under-21 2025 - 1º turno                                                    | -                                                                                   | Cap.                                                                                |
| 21-6-2025                                                                           | Žilina                                                                              | Portogallo under 21                                                                 | 0 – 1                                                                               | Paesi Bassi under 21                                                                | Europeo Under-21 2025 - Quarti di finale                                            | -                                                                                   | Cap. 30’                                                                            |
| Totale                                                                              |                                                                                     | Presenze                                                                            | 22                                                                                  |                                                                                     | Reti                                                                                | 3                                                                                   |                                                                                     |

| Cronologia completa delle presenze e delle reti in nazionale ― Paesi Bassi under 18 | Cronologia completa delle presenze e delle reti in nazionale ― Paesi Bassi under 18 | Cronologia completa delle presenze e delle reti in nazionale ― Paesi Bassi under 18 | Cronologia completa delle presenze e delle reti in nazionale ― Paesi Bassi under 18 | Cronologia completa delle presenze e delle reti in nazionale ― Paesi Bassi under 18 | Cronologia completa delle presenze e delle reti in nazionale ― Paesi Bassi under 18 | Cronologia completa delle presenze e delle reti in nazionale ― Paesi Bassi under 18 | Cronologia completa delle presenze e delle reti in nazionale ― Paesi Bassi under 18 |
| Data                                                                                | Città                                                                               | In casa                                                                             | Risultato                                                                           | Ospiti                                                                              | Competizione                                                                        | Reti                                                                                | Note                                                                                |
| ----------------------------------------------------------------------------------- | ----------------------------------------------------------------------------------- | ----------------------------------------------------------------------------------- | ----------------------------------------------------------------------------------- | ----------------------------------------------------------------------------------- | ----------------------------------------------------------------------------------- | ----------------------------------------------------------------------------------- | ----------------------------------------------------------------------------------- |
| 5-9-2019                                                                            | Achtkarspelen                                                                       | Paesi Bassi under 19                                                                | 2 – 1                                                                               | Danimarca under 19                                                                  | Amichevole                                                                          | -                                                                                   |                                                                                     |
| 9-9-2019                                                                            | Achtkarspelen                                                                       | Paesi Bassi under 19                                                                | 1 – 2                                                                               | Messico under 19                                                                    | Amichevole                                                                          | -                                                                                   |                                                                                     |
| 11-10-2019                                                                          | Oldenzaal                                                                           | Paesi Bassi under 19                                                                | 3 – 2                                                                               | Belgio under 19                                                                     | Amichevole                                                                          | -                                                                                   | 46’                                                                                 |
| Totale                                                                              |                                                                                     | Presenze                                                                            | 3                                                                                   |                                                                                     | Reti                                                                                | 0                                                                                   |                                                                                     |

| Cronologia completa delle presenze e delle reti in nazionale ― Paesi Bassi under 17 | Cronologia completa delle presenze e delle reti in nazionale ― Paesi Bassi under 17 | Cronologia completa delle presenze e delle reti in nazionale ― Paesi Bassi under 17 | Cronologia completa delle presenze e delle reti in nazionale ― Paesi Bassi under 17 | Cronologia completa delle presenze e delle reti in nazionale ― Paesi Bassi under 17 | Cronologia completa delle presenze e delle reti in nazionale ― Paesi Bassi under 17 | Cronologia completa delle presenze e delle reti in nazionale ― Paesi Bassi under 17 | Cronologia completa delle presenze e delle reti in nazionale ― Paesi Bassi under 17 |
| Data                                                                                | Città                                                                               | In casa                                                                             | Risultato                                                                           | Ospiti                                                                              | Competizione                                                                        | Reti                                                                                | Note                                                                                |
| ----------------------------------------------------------------------------------- | ----------------------------------------------------------------------------------- | ----------------------------------------------------------------------------------- | ----------------------------------------------------------------------------------- | ----------------------------------------------------------------------------------- | ----------------------------------------------------------------------------------- | ----------------------------------------------------------------------------------- | ----------------------------------------------------------------------------------- |
| 8-2-2019                                                                            | Albufeira                                                                           | Paesi Bassi under 17                                                                | 1 – 1                                                                               | Spagna under 17                                                                     | Amichevole                                                                          | -                                                                                   |                                                                                     |
| 12-2-2019                                                                           | Albufeira                                                                           | Germania under 17                                                                   | 1 – 3                                                                               | Paesi Bassi under 17                                                                | Amichevole                                                                          | -                                                                                   |                                                                                     |
| 20-3-2019                                                                           | Alphen aan den Rijn                                                                 | Paesi Bassi under 17                                                                | 5 – 0                                                                               | Irlanda del Nord under 17                                                           | Qual. Europeo Under-17 2019                                                         | -                                                                                   | 22’ 46’                                                                             |
| 23-3-2019                                                                           | Alphen aan den Rijn                                                                 | Paesi Bassi under 17                                                                | 2 – 0                                                                               | Israele under 17                                                                    | Qual. Europeo Under-17 2019                                                         | -                                                                                   |                                                                                     |
| 3-5-2019                                                                            | Waterford                                                                           | Paesi Bassi under 17                                                                | 2 – 0                                                                               | Svezia under 17                                                                     | Europeo Under-17 2019 - 1º turno                                                    | -                                                                                   |                                                                                     |
| 6-5-2019                                                                            | Dublino                                                                             | Paesi Bassi under 17                                                                | 5 – 2                                                                               | Inghilterra under 17                                                                | Europeo Under-17 2019 - 1º turno                                                    | -                                                                                   | 34’                                                                                 |
| 9-5-2019                                                                            | Dublino                                                                             | Francia under 17                                                                    | 2 – 0                                                                               | Paesi Bassi under 17                                                                | Europeo Under-17 2019 - 1º turno                                                    | -                                                                                   | 46’                                                                                 |
| 12-5-2019                                                                           | Bray                                                                                | Belgio under 17                                                                     | 0 – 3                                                                               | Paesi Bassi under 17                                                                | Europeo Under-17 2019 - Quarti di finale                                            | -                                                                                   |                                                                                     |
| 16-5-2019                                                                           | Dublino                                                                             | Paesi Bassi under 17                                                                | 1 – 0                                                                               | Spagna under 17                                                                     | Europeo Under-17 2019 - Semifinale                                                  | -                                                                                   | 82’                                                                                 |
| 19-5-2019                                                                           | Dublino                                                                             | Paesi Bassi under 17                                                                | 4 – 2                                                                               | Italia under 17                                                                     | Europeo Under-17 2019 - Finale                                                      | -                                                                                   |                                                                                     |
| 28-10-2019                                                                          | Cariacica                                                                           | Giappone under 17                                                                   | 3 – 0                                                                               | Paesi Bassi under 17                                                                | Mondiali Under-17 2019 - 1º turno                                                   | -                                                                                   |                                                                                     |
| 30-10-2019                                                                          | Cariacica                                                                           | Paesi Bassi under 17                                                                | 1 – 3                                                                               | Senegal under 17                                                                    | Mondiali Under-17 2019 - 1º turno                                                   | -                                                                                   |                                                                                     |
| 3-11-2019                                                                           | Goiânia                                                                             | Paesi Bassi under 17                                                                | 4 – 0                                                                               | Stati Uniti under 17                                                                | Mondiali Under-17 2019 - 1º turno                                                   | -                                                                                   |                                                                                     |
| 6-11-2019                                                                           | Goiânia                                                                             | Nigeria under 17                                                                    | 1 – 3                                                                               | Paesi Bassi under 17                                                                | Mondiali Under-17 2019 - Ottavi di finale                                           | -                                                                                   |                                                                                     |
| 10-11-2019                                                                          | Cariacica                                                                           | Paesi Bassi under 17                                                                | 4 – 1                                                                               | Paraguay under 17                                                                   | Mondiali Under-17 2019 - Quarti di finale                                           | -                                                                                   |                                                                                     |
| 14-11-2019                                                                          | Gama                                                                                | Messico under 17                                                                    | 1 – 1 dts (4 – 3 dtr)                                                               | Paesi Bassi under 17                                                                | Mondiali Under-17 2019 - Semifinale                                                 | -                                                                                   |                                                                                     |
| 17-11-2019                                                                          | Gama                                                                                | Paesi Bassi under 17                                                                | 1 – 3                                                                               | Francia under 17                                                                    | Mondiali Under-17 2019 - Finale 3º posto                                            | -                                                                                   |                                                                                     |
| Totale                                                                              |                                                                                     | Presenze                                                                            | 17                                                                                  |                                                                                     | Reti                                                                                | 0                                                                                   |                                                                                     |

## Palmarès

### Club
- Campionato olandese: 2

Ajax: 2020-2021, 2021-2022
- Coppa dei Paesi Bassi: 1

Ajax: 2020-2021

### Nazionale
- Campionato europeo Under-17: 1

Irlanda 2019